# Szetey András
Szetey András (Budapest, 1963. október 27.) magyar újságíró, sportoló, sportvezető.

## Élete
Szetey Zoltán és Balassa Éva gyermekeként született.
Főiskolai tanulmányait a Kereskedelmi és Vendéglátóipari Főiskolán végezte 1983–1988 között.
Közben 1977–1992 között sokszoros magyar bajnok, 3-szoros BEK-győztes, főiskolai világbajnok volt. 1984–1992 között válogatott versenyző volt. 1991–1995 között az Új Magyarország munkatársa, rovatvezetője volt. 1995–1998 között a Népszabadság munkatársa volt. 1998–1999 között a Nemzeti Sport főmunkatársa, rovatvezetője volt. 1999–2001 között a Kisalföld soproni szerkesztőségének vezetője, 2001 és 2010. március között a Délmagyarország és a Délvilág főszerkesztője volt. 2013 óta a Magyar Vívó Szövetség kommunikációs igazgatója, majd válogatott menedzsere.

## Magánélete
2000-ben feleségül vette Donkó Orsolyát. Két gyermeke van, Barnabás (1996) és András (2002).

## Külső hivatkozások
- Kisalföld.hu Archiválva 2010. március 23-i dátummal a Wayback Machine-ben
- Delmagyar.hu Archiválva 2010. május 16-i dátummal a Wayback Machine-ben